# Physaria palmeri
Physaria palmeri är en korsblommig växtart som först beskrevs av Sereno Watson, och fick sitt nu gällande namn av O'kane och Al-shehbaz. Physaria palmeri ingår i släktet Physaria och familjen korsblommiga växter. Inga underarter finns listade i Catalogue of Life.